# Alcolea de Cinca
Alcolea de Cinca – gmina w Hiszpanii, w prowincji Huesca, w Aragonii, o powierzchni 83,24 km². W 2011 roku gmina liczyła 1141 mieszkańców.